# روزا روزين
روزا روزين (بالإسبانية: Rosa Rosen)‏ هي ممثلة أرجنتينية، ولدت في 28 أغسطس 1918 ببوينس آيرس في الأرجنتين، وتوفيت بنفس المكان في 11 يوليو 2004.

## وصلات خارجية
- روزا روزين على موقع IMDb (الإنجليزية)
- روزا روزين على موقع قاعدة بيانات الفيلم (الإنجليزية)